# Гола истина
Гола истина (енгл. The Ugly Truth) америчка је романтична комедија из 2009. године у режији Роберта Лукетића. Главне улоге тумаче Кетрин Хајгл и Џерард Батлер. Радња прати Аби, телевизијску продуценткињу из Сакрамента, која нема среће у љубави све док не упозна шармантног Мајка, који јој помаже да пронађе љубав свог живота.

## Радња
Аби Рихтер (Кетрин Хајгл) јест ТВ продуценткиња јутарње емисије која живи у Сакраменту. Аби чврсто верује у праву љубав и велики је присталица сложених књига о самопомоћи попут књига Пилећа супа за душу и Мушкарци су са Марса, жене су са Венере. Враћајући се кући с катастрофалног дејта, догађа се да баци поглед на исечак из емисије Гола истина локалне телевизије, водитеља Мајка Чедвеја (Џерард Батлер), чији цинизам о љубавним везама тера Аби да се јави у емисију и уђе с њим у расправу. Следећег дана, сазнаје да ТВ-станица намерава да укине њену емисију због лошег рејтинга. Власник станице ангажује Мајка као водитеља новог дела њене емисије.
У почетку, њихов однос бива затегнут; Аби сматра да је Мајк сиров и одвратан, док Мајк њу сматра наивном и манијаком за контролом. Ипак, када се она упозна са мушкарцем из својих снова, лекаром по имену Колин који живи поред ње, Мајк је уверава да ће повећати шансу да са Колином заврши у вези ако буде слушала његове савете. Аби бива скептична, али пада договор: Ако Мајкови савети резултирају везом са Колином, што би доказало његову теорију о везама, она ће радо пристати да ради с њим, али ако Мајк не успе, он ће напустити њену емисију.
Мајк успева да побољша рејтинг, зближава брачни пар извештача Џорџу и Ларија и помаже Аби да освоји Колина тако што ће се понашати тачно онако како Колин жели, дајући јој више савета, укључујући: да се увек смеје његовим шалама и да каже да је сјајан у кревету. Мајк бива позван да се појави у емисији Вече са Крејгом Фергусоном и добија понуду за посао на другој телевизији. Аби бива приморана да откаже романтични викенд са Колином, током ког су планирали да најзад спавају заједно, и уместо тога одлази у Лос Анђелес како би наговорила Мајка да остане у њеној емисији.
У хотелу у Ел-Еју, Мајк и Аби пију и плешу, а Мајк јој открива да не жели да се пресели јер жели да остане у Сакраменту, близу сестре и сестрића. У хотелском лифту, долази до страсног пољупца, али потом одлазе свако у своју собу. Мајк, свестан да му се Аби свиђа, одлази до њене собе, али тамо затиче Колина, који је дошао да је изненади. Мајк одлази. Аби бива узнемирена и убрзо схвата да се Колину свиђа само жена коју је Аби глумила, а не права она. Аби с њим раскида.
Мајк даје отказ и запошљава се у супарничкој ТВ-станици у Сакраменту и догађа се да извештава с истог догађаја – фестивала балона – као и Аби. Не успева да остане по страни кад она Маркову замену отера из кадра и почне да се жали да су мушкарци кукавице. Док се они свађају, балон у ком се налазе полеће. Аби говори да је раскинула с Колином, а Мајк признаје да је воли. Све се окончава љубљењем, које завршава на малим екранима због камере постављене у балон. На крају филма, Аби и Мајк леже у кревету. Кад је Мајк упита да ли је док су водили љубав стварно уживала, Аби одговара: „Никада нећеш сазнати”.

## Улоге
| Глумац           | Улога           |
| ---------------- | --------------- |
| Кетрин Хајгл     | Аби Рихтер      |
| Џерард Батлер    | Мајк Чедвеј     |
| Ерик Винтер      | Колин Андерсон  |
| Ник Сирси        | Стјуарт         |
| Шерил Хајнс      | Џорџија Бордни  |
| Џон Мајкл Хигинс | Лари Вилијамс   |
| Бри Тарнер       | Џој Хајм        |
| Кевин Коноли     | Џим Рајан       |
| Бони Сомервил    | Елизабет Чедвеј |
| Ивет Никол Браун | Дори Колман     |
| Ален Малдонадо   | Двејн           |
| Крејг Фергусон   | себе            |